# Hollóháza
Hollóháza este un sat în districtul Sátoraljaújhely, județul Borsod-Abaúj-Zemplén, Ungaria, având o populație de 917 locuitori (2011). 

## Demografie
Componența etnică a satului Hollóháza
     Maghiari (89,67%)
     Slovaci (9,89%)
     Romi (0,44%)
Componența confesională a satului Hollóháza
     Romano-catolici (70,01%)
     Reformați (6,65%)
     Greco-catolici (2,84%)
     Fără religie (2,51%)
     Necunoscută (17,12%)
     Alte religii (1,42%)
Conform recensământului din 2011, satul Hollóháza avea 917 locuitori. Din punct de vedere etnic, majoritatea locuitorilor (89,67%) erau maghiari, cu o minoritate de slovaci (9,89%).  Din punct de vedere confesional, majoritatea locuitorilor (70,01%) erau romano-catolici, existând și minorități de reformați (6,65%), greco-catolici (2,84%) și persoane fără religie (2,51%). Pentru 17,12% din locuitori nu este cunoscută apartenența confesională.